# Predio Canopoli

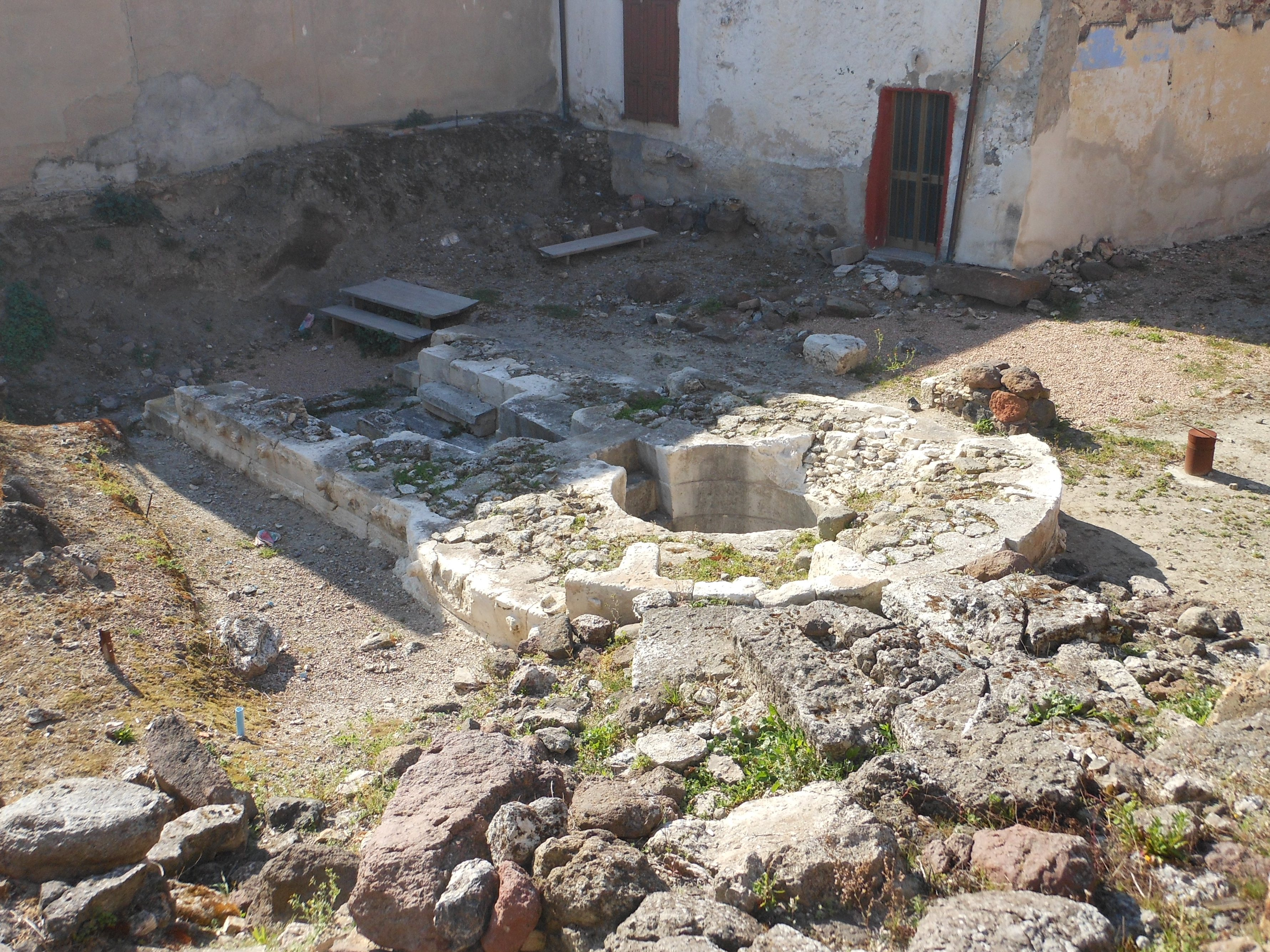
Pozzo sacro di Predio Canopoli

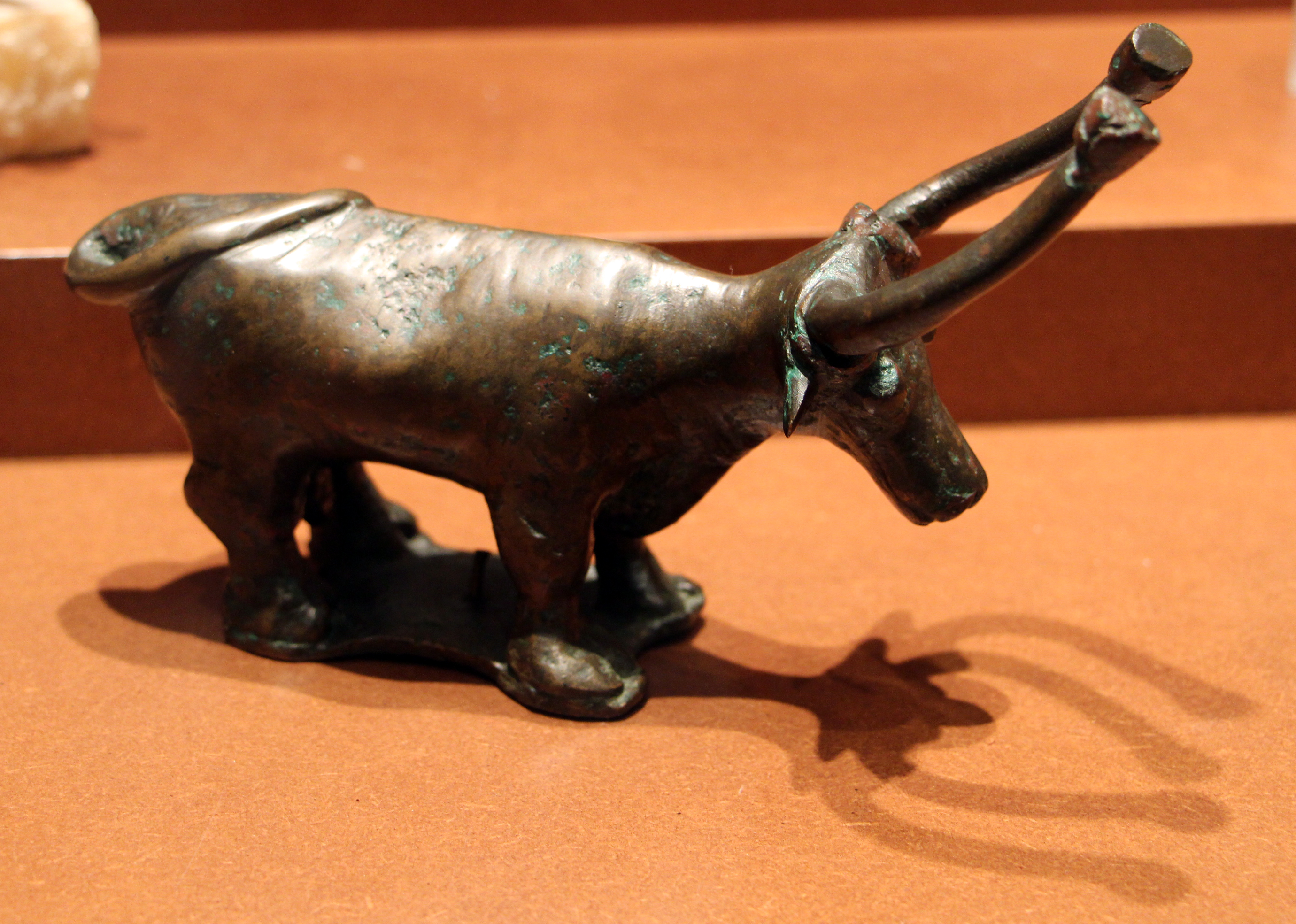
Stier von Perfugas

Das nach dem Grundstückseigentümer bzw. Entdecker Predio Canopoli genannte Brunnenheiligtum liegt an der Via Garibaldi in Perfugas in der Metropolitanstadt Sassari auf Sardinien nahe der Pfarrkirche und einem Nuraghenkomplex.
Der heilige Brunnen (italienisch Pozzo sacro) aus der Endphase der nuraghischen Periode wurde 1923 entdeckt, als der Besitzer einen Brunnen bauen wollte. Er wurde teilweise ausgegraben, wobei unter anderem der bronzene „Stier von Perfugas“ gefunden wurde, der im Museo Nazionale G. A. Sanna von Sassari zu sehen ist.
1975 wurde eine erneute Grabung vorgenommen, die das seinerzeit wieder zugeschüttete Monument freilegte. Die in weißem Kalkstein gehaltene Anlage hatte wohl die übliche Form eines Schlüssellochs, beginnend mit einem 2,0 m breiten Vorraum, von dem aus eine schmale, achtstufige Treppe zum 3,0 m tiefen Brunnenschacht führt, dessen Innendurchmesser etwa 1,5 m beträgt, dessen oberirdische Umbauten jedoch fehlen. Möglicherweise wurden die Arbeiten am oberirdischen Teil dieser Anlage gar nicht beendet. Im Vorraum befindet sich ein Altar, zu dessen Seiten zwei Steinbänke stehen.